# Marina Giulia Cavalli
Marina Giulia Cavalli (Portland, 13 dicembre 1960) è un'attrice italiana.

## Biografia
Attiva come attrice professionista dagli anni ottanta, ha partecipato a svariati film e fiction televisive, tra i quali si ricordano Turbo, per la regia di Antonio Bonifacio, Volevamo essere gli U2, per la regia di Andrea Barzini, Io amo Andrea, regia di Francesco Nuti, e la soap opera Incantesimo, di registi vari, in cui ha lavorato solo per un breve periodo.
Nel 2001 è entrata a far parte del cast di Un posto al sole, soap opera girata a Napoli, in cui veste i panni del personaggio Ornella Bruni.
Il ruolo in Un posto al sole è diventato il ruolo più significativo della sua carriera, al punto che all'infuori della soap ha avuto soltanto ruoli marginali o secondari, come nella miniserie Eravamo solo mille del 2006, o nella serie Don Matteo, in cui ha partecipato ad un solo episodio, nel 2008, interpretando un personaggio coinvolto in uno dei gialli da risolvere.

## Vita privata
Dall'ex marito, l'attore Roberto Alpi, ha avuto una figlia di nome Arianna, venuta a mancare il 16 novembre 2015 all'età di 21 anni per leucemia. In seguito si è avvicinata alla Chiesa cattolica e alla scrittura automatica.

## Filmografia

Marina Giulia Cavalli (a destra) con Daniel Bosch in Alien degli abissi (1989)

### Cinema
- Alien degli abissi, regia di Antonio Margheriti (1989)
- La morte è di moda, regia di Bruno Gaburro (1989)
- Occhio alla perestrojka, regia di Castellano e Pipolo (1990)
- Zio Vania di Anton Cechov, regia di Antonio Salines (1990)
- Volevamo essere gli U2, regia di Andrea Barzini (1992)
- Persone perbene, regia di Francesco Laudadio (1992)
- Mario, Maria e Mario, regia di Ettore Scola (1992)
- Complicazioni nella notte, regia di Sandro Cecca (1992)
- Beatrice, regia di Vincenzo Terracciano – mediometraggio (1993)
- Senza calze, regia di Giuliano Santi (1993)
- Il burattinaio, regia di Ninì Grassia (1994)
- Uomini sull'orlo di una crisi di nervi, regia di Alessandro Capone (1994)
- Nebuneff - Il grande custode, regia di Carlo Ausino (1995)
- Un caso d'amore, regia di Riccardo Sesani (1996)
- Onorevoli detenuti, regia di Giancarlo Planta (1998)
- Crimine contro crimine, regia di Aldo Florio (1998)
- Io amo Andrea, regia di Francesco Nuti (2000)
- Operazione Rosmarino, regia di Alessandra Populin (2002)
- Novembre, regia di Roberto Scarpetti – cortometraggio (2007)
- Appuntamento a ora insolita, regia di Stefano Coletta (2008)

### Televisione
- Gran Vanità, regia di E. Muzzi (1984)
- Casi di divorzio, regia di Terry D'Alfonso (1985)
- L'ombra della spia, regia di Alessandro Cane – sceneggiato (1987)
- D'Annunzio: un verso, una voce, regia di Paolo Gazzara (1987)
- La coscienza di Zeno, regia di Sandro Bolchi – miniserie TV (1988)
- Sapore di gloria, regia di Marcello Baldi (1988)
- Il potere degli angeli, regia di Giorgio Albertazzi (1988)
- La casa del sortilegio, regia di Umberto Lenzi – film TV (1989)
- Un momento da ricordare, regia di Enrico Maria Salerno (1990)
- Casa Vianello – serie TV, 2 episodi (1991)
- Edera, regia di Fabrizio Costa – serial TV (1992)
- Il coraggio di Anna, regia di Giorgio Capitani – miniserie TV (1992)
- Passioni – serie TV (1993)
- Red Shoe Diaries – serie TV, 2 episodi (1993)
- Un cane sciolto 3, regia di Giorgio Capitani – miniserie TV (1993)
- Requiem per voce e pianoforte – miniserie TV (1993)
- Red Shoe Diaries 4: Auto Erotica – Segmento: The Fling (1994)
- Olimpo Lupo - Cronista di nera, regia di Fabrizio Laurenti – film TV (1995)
- La parola ai giurati – serie TV, un episodio (1995)
- Le retour d'Arsène Lupin – serie TV, un episodio (1995)
- Uno di noi – serie TV, un episodio (1996)
- La dottoressa Giò, regia di Filippo De Luigi – miniserie TV (1997)
- Farfalle, regia di Roberto Palmerini – film TV (1997)
- Incantesimo – serial TV (1998)
- La dottoressa Giò – serie TV (1998)
- Non lasciamoci più – miniserie TV (1999)
- Cornetti al miele, regia di Sergio Martino – film TV (1999)
- Turbo – serie TV, episodio 2x01 (2001)
- Assassini per caso, regia di Vittorio De Sisti – film TV (2000)
- Un posto al sole – serial TV (2001)
- Eravamo solo mille, regia di Stefano Reali – miniserie TV (2007)
- Don Matteo – serie TV, un episodio (2008)
- Terra ribelle - Il nuovo mondo – serie TV (2012)
- Un posto al sole coi fiocchi – film TV (2013)
- Una buona stagione – serie TV (2014)

## Teatro
- Sentiamoci per Natale, di Maurizio Costanzo, regia di Mino Bellei. Teatro Parioli di Roma (1990)